# Bertrand Serlet
Bertrand Serlet (né en 1960) est un chercheur français, anciennement vice-président du développement des logiciels d'Apple.
Titulaire d'un doctorat d'informatique de l'Université d'Orsay, ancien élève de l'ENSET en mathématiques, Bertrand Serlet travaille d'abord à l'Institut national de recherche en informatique et en automatique (INRIA) où il poursuit des recherches sur la programmation des circuits intégrés. Il soutient en janvier 1984 sa thèse de troisième cycle intitulée Description structurelle et simulation de circuits intégrés.
Il part en 1985 aux États-Unis où il est engagé comme ingénieur au Xerox PARC. En 1989, il rejoint NeXT, l'entreprise créée par Steve Jobs, où il participe au développement de plusieurs technologies majeures, comme le Workspace Manager, les interfaces de programmation d'OpenStep ou encore Interface Builder, avec son créateur Jean-Marie Hullot, sans oublier les aspects du système liés au Web et à Java.
Au moment du rachat de NeXT par Apple, en 1997, il dirige le projet Rhapsody et devient avec Avie Tevanian l'un des acteurs-clés du développement de Mac OS X. Nommé vice-président chargé de la plate-forme technologique, Serlet dirige le groupe de programmeurs qui travaille sur les applications liées au système d'exploitation et notamment iCal et iSync. C'est son équipe qui a mis au point la technologie Universal binaries, qui permet de faire fonctionner des applications sur des processeurs PowerPC et Intel, et Boot Camp, qui ouvre la voie à l'utilisation de Windows sur Macintosh.
Serlet et Tevanian ont tous les deux lancé le projet secret, à la demande de Steve Jobs, d'équiper des Sony Vaio de Mac OS X. Accompagnés du PDG d'Apple, ils proposent alors aux dirigeants de Sony, en 2001, lors d'une partie de golf à Hawaii, une démonstration de Mac OS X sur le modèle le plus cher qu'ils ont acquis. Mais les ventes de Vaio, sous Windows, commencent tout juste à décoller, ce qui rend réticents les dirigeants de Sony. Le projet est finalement abandonné.
En 2006, Bertrand Serlet est nommé à la tête de l'ingénierie logicielle d'Apple, poste qu'il quittera en 2011. Il était considéré par Tevanian comme son bras-droit. Son nom apparaît parmi les rares dirigeants d'Apple, au cours de la démonstration de la gestion des contacts « favoris » de la présentation mondiale de l'iPhone, par Steve Jobs.
Depuis son départ d'Apple, il a monté une start-up, Upthere, avec plusieurs anciens d'Apple, (Roger Bodamer et Justin Maxwell notamment),. Cette startup est acquise en septembre 2017 par Western Digital.
Il est également entré au conseil d'administration de Parallels le 17 juillet 2012 dans un rôle non opérationnel,.
Il est cofondateur en 2015 de Fungible, une société concevant des processeurs spécialisés pour le traitement de données destinés aux serveurs. Cette entreprise est acquise en Janvier 2023 par Microsoft, Bertrand Serlet, devenant alors vice-président de Microsoft.